# Henri Meurillon
 (juin 2018).
Si vous disposez d'ouvrages ou d'articles de référence ou si vous connaissez des sites web de qualité traitant du thème abordé ici, merci de compléter l'article en donnant les références utiles à sa vérifiabilité et en les liant à la section « Notes et références ».
Pour les articles homonymes, voir Meurillon.
Henri Auguste Meurillon, né le 4 juillet 1836 à Armentières et mort à Lille le 27 septembre 1893, est un architecte français

## Biographie
Après des études aux écoles académiques de Lille, il travaille chez Louis Colbrant, Jean-Baptiste Cordonnier et Émile Vandenbergh.
Sa première œuvre d'importance, réalisée avec l'architecte parisien Léon Ohnet, est le château d'Assignies pour monsieur Boutry à Tourmignies.
Il construit ensuite le premier grand bâtiment de l'université catholique de Lille, les maisons de famille Albert-le-Grand.
Mais son œuvre majeure est l'hôtel particulier du comte d'Hespel[Qui ?], qui deviendra le siège régional de la Banque de France.
Il est admis comme membre de la société des architectes du Nord en 1870. Son frère benjamin Louis Meurillon est également architecte à Lille.

## Réalisations notables
- 1870-1876 : château d'Assignies à Tourmignies,  Inscrit MH[2],[3]. Détruit en 1917, il en subsiste les dépendances.

- 1877-1879 : maisons de famille Albert-le-Grand, 48 boulevard Vauban à Lille[4]

- 1880 : hôtel particulier du comte d'Hespel, 75 rue Royale à Lille[5]

- vers 1882 : château de la Hutte, Ploegsteert, commandité par la famille Breuvart[6], ruiné.

## Galerie photos

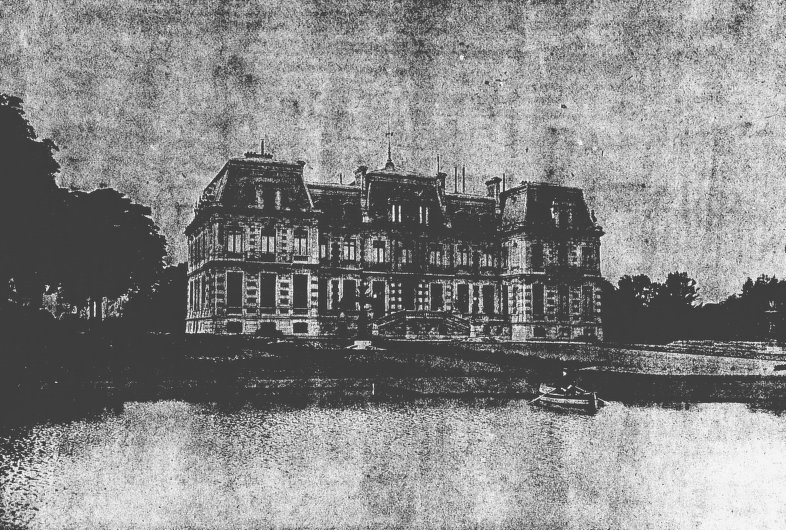
Château d'Assignies, Tourmignies
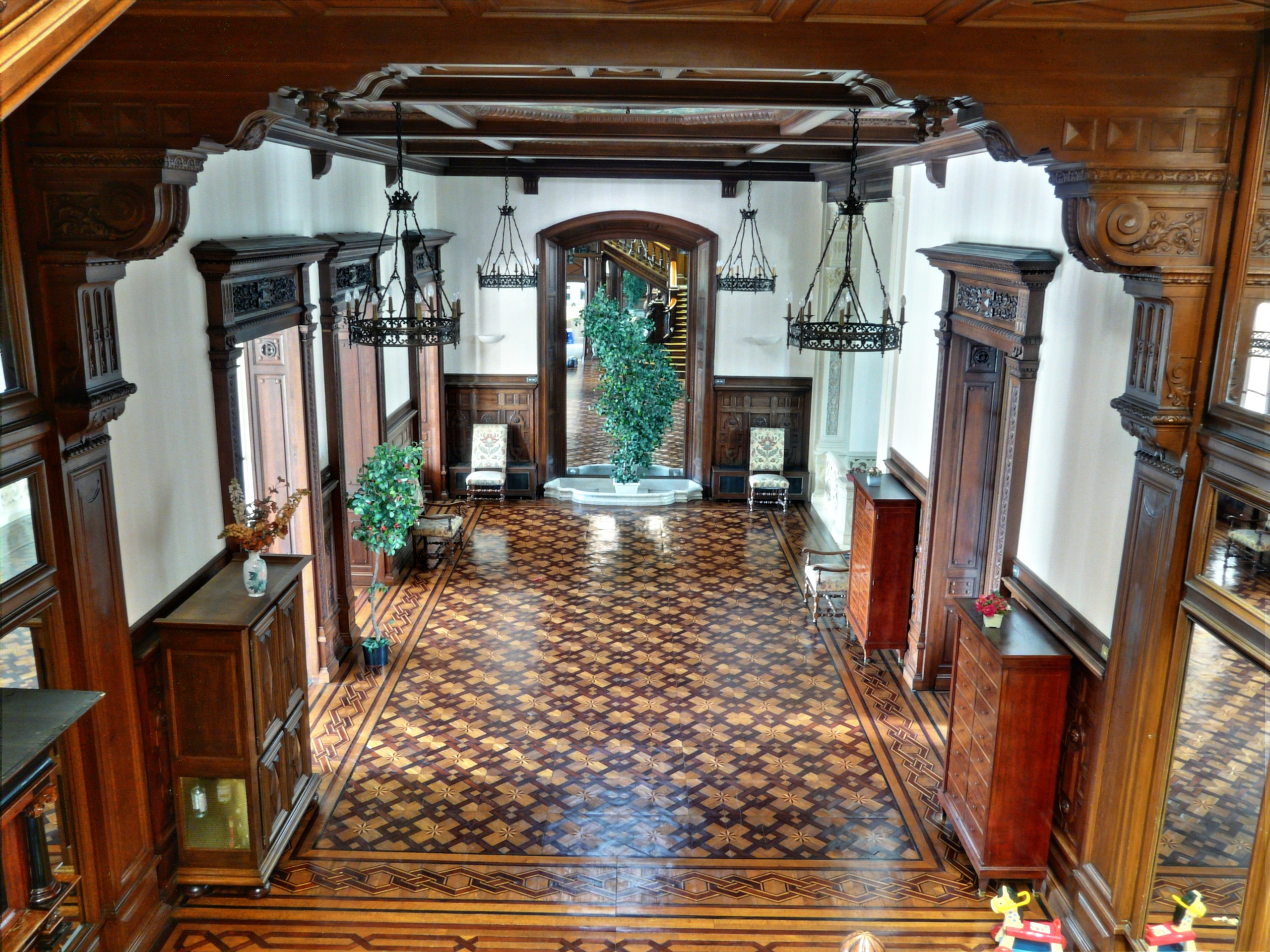
Hall de la Banque de France, Lille
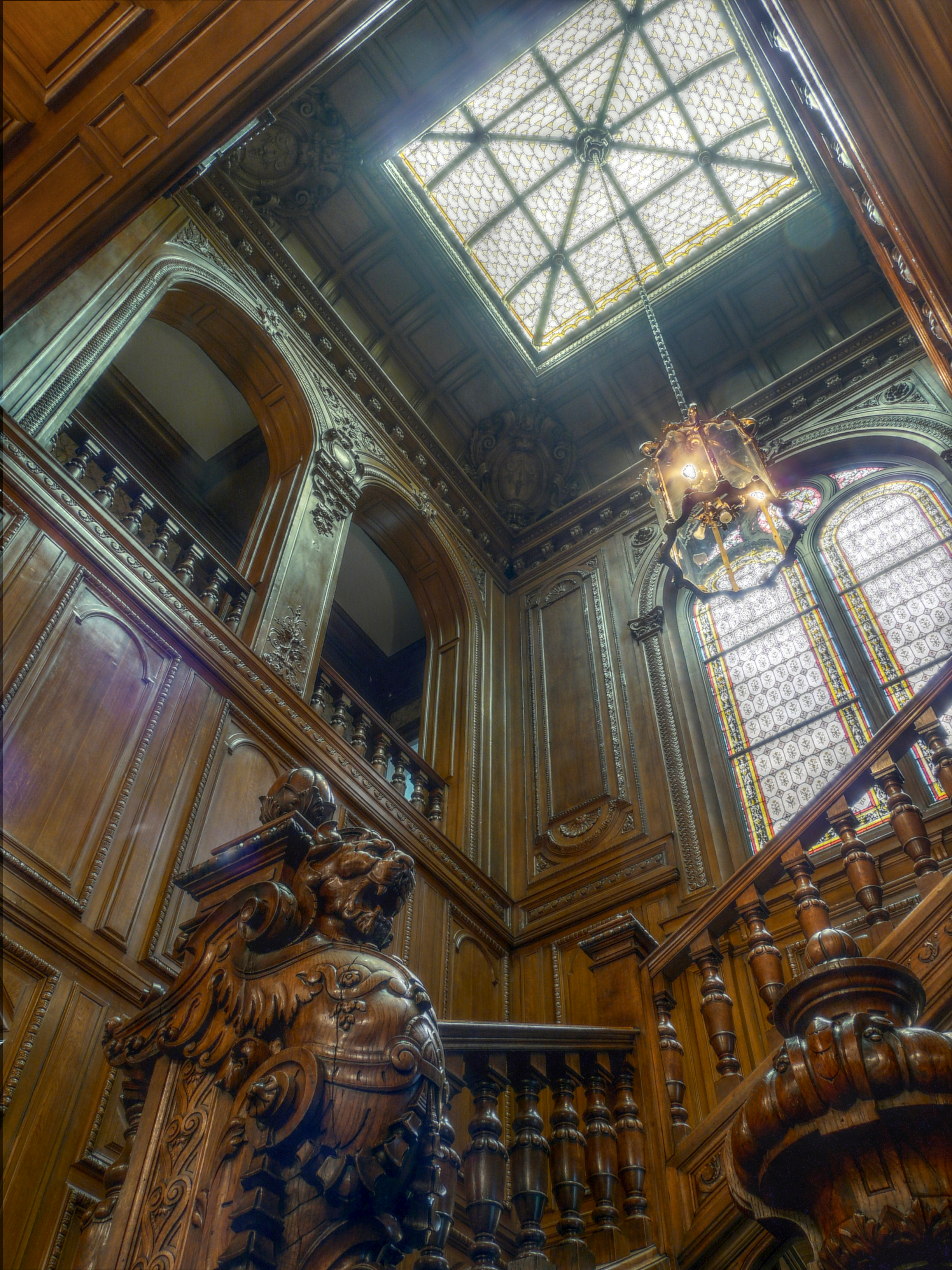
Escalier de la Banque de France
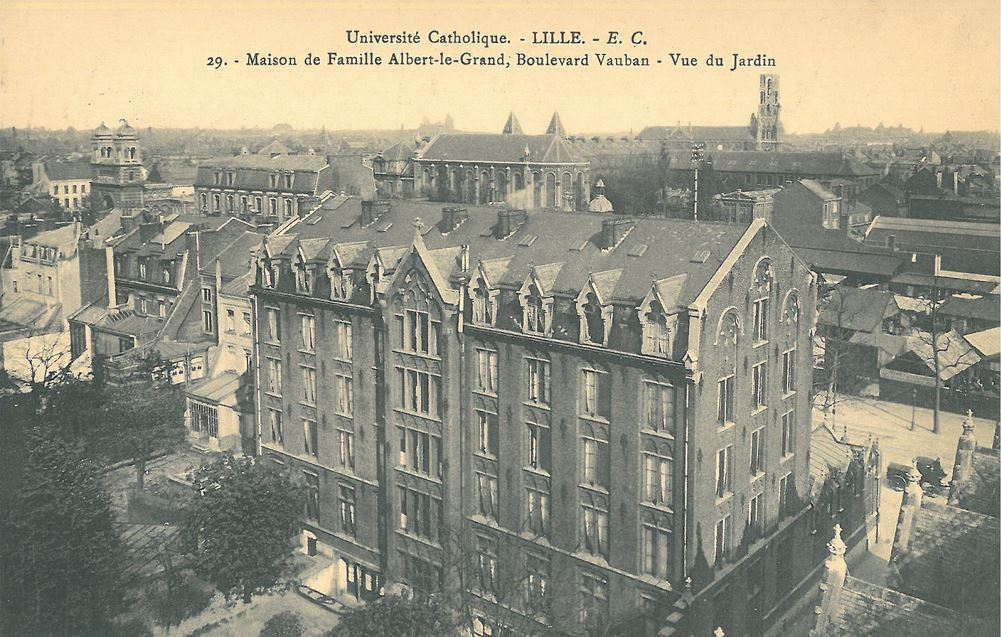
La maison de famille Albert-leGrand, boulevard Vauban